# 사회주의 계산 논쟁
사회주의 계산 논쟁은 가치, 화폐, 자본재의 가격 및 수단의 사적 소유가 없는 상황에서 사회주의 경제가 경제적 계산을 수행하는 방법에 대한 주제에 대한 논쟁이었다.
논쟁은 루트비히 폰 미제스, 프리드리히 하이에크가 대표하는 오스트리아 학파와 사회주의의 실현 가능성에 반대하는 신고전파와 마르크스주의 경제학자들 사이에서 이루어졌다. 가장 주목할만한 인물로는 오스카르 랑게, 아바 러너, 프레드 테일러 등이 있다. 이들은 사회주의가 실현 가능하다는 입장을 취했다. 논쟁의 중심적인 측면은 사회주의 경제에서 가치법칙의 역할과 범위에 관한 것이었다.

## 같이 보기
- 사이버네틱스
- 선형 계획법
- 동등 계층 생산방식
- 사회주의